# Nachzahlung
Als Nachzahlung bezeichnet man die abschließende Restzahlung eines Zahlungspflichtigen, wenn er zuvor Abschlagszahlungen oder Vorauszahlungen auf seine Verbindlichkeit geleistet hat und die spätere Abrechnung höher ausfällt als alle vorangegangenen Vorauszahlungen. Gegensatz ist das Guthaben.

## Allgemeines
Nachzahlungen kommen insbesondere bei Dauerschuldverhältnissen vor, wenn die endgültige Höhe der von der anderen Vertragspartei erbrachten Teilleistungen noch nicht feststeht und die Teilzahlungen hierauf später aufgrund der endgültigen Abrechnung nicht ausreichen. Das ist beispielsweise bei Nebenkostenabrechnungen im Rahmen der Wohnungsmiete der Fall, wenn sich die geleisteten Vorauszahlungen aufgrund der späteren Nebenkostenabrechnung als zu gering herausstellen.

## Rechtsfragen
Der Rechtsbegriff Nachzahlung kommt in verschiedenen Rechtsgebieten vor. Von besonderer Bedeutung ist er im Miet- und Wohnungseigentumsrecht. 

### Arbeitsentgelt
Zu Nachzahlungen des Arbeitgebers beim Arbeitsentgelt kann es insbesondere kommen, wenn Lohn- oder Gehaltstarife rückwirkend erhöht werden. Die nächstfolgende Entgeltabrechnung nimmt dann für die rückwirkenden Entgelte eine Rückrechnung vor und addiert sie zu den laufenden Bezügen.

### Miete
Die Nachzahlung von rückständiger Miete heilt nur eine fristlose Kündigung wegen Zahlungsverzugs, aber nicht eine – meist gleichzeitig ausgesprochene – ordentliche Kündigung. Entstehen Mietrückstände, so setzt sich der Mieter stets einem Kündigungsrisiko aus.

### Nebenkosten
Die Nachzahlung im Sinne des § 556 Abs. 3 Satz 3 BGB ist die Nachforderung aus einer Nebenkostenabrechnung, die stets dann entsteht, wenn die tatsächlich verbrauchten Nebenkosten die geleisteten Nebenkostenvorauszahlungen übersteigen. Geht die Nebenkostenabrechnung dem Mieter nicht vor Ablauf der zwölfmonatigen Abrechnungsfrist zu, verliert der Vermieter in der Regel seinen Anspruch auf die Nachzahlung aus der Abrechnung. Dies ergibt sich aus der gesetzlichen Regelung des § 556 Abs. 3 Satz 3 BGB, der bestimmt, dass ein durch den Vermieter zu vertretendes Versäumnis der Abrechnungsfrist zum Nachforderungsverlust führt.
Verweigert der Vermieter dem Mieter die Einsichtnahme in die Belege (auch in die der anderen Mieter), so besteht ebenfalls keine Verpflichtung des Mieters, die geforderte Nachzahlung zu leisten. Bei einer Nachforderung von Betriebskosten, die der Mieter aufgrund entsprechender Vereinbarung zu tragen hat (§ 556 Abs. 1 Satz 1 BGB), liegt die Darlegungs- und Beweislast für die erhobene Forderung, also für die richtige Erfassung, Zusammenstellung und Verteilung der angefallenen Betriebskosten auf die einzelnen Mieter, beim Vermieter. Vermieter dürfen Nachzahlungen von Betriebskosten grundsätzlich nur innerhalb der üblichen Jahresfrist verlangen. Sind Betriebskostenabrechnungen verspätet erstellt worden, können Vermieter Nachzahlungen nur dann verlangen, wenn diese konkret darlegen, dass sie die verspätete Abrechnung der Nebenkosten nicht zu vertreten haben.

### Eigentumswohnungen
Die Jahresabrechnung durch die Wohnungseigentumsverwaltung stellt nach Ablauf des Wirtschaftsjahres die tatsächlich angefallenen Einnahmen und Ausgaben gemäß § 28 Abs. 3 WEG zusammen. Dadurch ergibt sich ein Vergleich zum Wirtschaftsplan, so dass die hieraus resultierenden Hausgelder entweder zu Nachzahlungen (Abrechnungsspitze) oder Guthaben führen.

### Steuerrecht
Steuervorauszahlungen werden bei bestimmten Steuerarten erhoben, um regelmäßige Staatseinnahmen in den Staatshaushalt sicherzustellen und dem Steuerpflichtigen eine eventuelle hohe Nachzahlung zu ersparen.

## Nachentrichtung von Sozialversicherungsbeiträgen
Der Versicherungsschutz in der Sozialversicherung ist teilweise davon abhängig, dass der Gesamtsozialversicherungsbeitrag rechtzeitig entrichtet wird. So endet die freiwillige Krankenversicherung nach § 191 Nr. 4 SGB V mit Ablauf eines Zeitraums von mindestens sechs Monaten rückwirkend ab dem Beginn dieses Zeitraums, in dem für die Mitgliedschaft keine Beiträge geleistet wurden. Eine freiwillige Unfallversicherung erlischt gemäß § 6 Abs. 2 SGB VII, wenn der Beitrag oder Beitragsvorschuss binnen zwei Monaten nach Fälligkeit nicht gezahlt worden ist.
Nach der Rechtsprechung des Bundessozialgerichts (BSG) ist ausschließlich der Arbeitgeber Schuldner der Beiträge zur Sozialversicherung gegenüber der Krankenkasse. Nach § 28g Satz 2 SGB IV kann der Beitragsanteil des Arbeitnehmers in der Sozialversicherung nur durch Abzug vom Arbeitsentgelt geltend gemacht werden. Ein unterbliebener Beitragsabzug darf nach dieser Vorschrift nur bei den nächsten drei Lohn- bzw. Gehaltszahlungen nachgeholt werden. Der Arbeitnehmer muss nicht damit rechnen, dass nach Ablauf der 3-Monatsfrist noch selbst aufzubringende Anteile der Gesamtsozialversicherungsbeiträge von seinem Lohn oder Gehalt gekürzt werden, es sei denn, der Abzug ist ohne Verschulden des Arbeitgebers unterblieben. Dies gilt auch, wenn der Arbeitnehmer bereits aus dem Beschäftigungsverhältnis ausgeschieden ist und dadurch ein Abzug der Arbeitnehmeranteile vom Lohn oder Gehalt nicht mehr möglich ist.

## International
In der Schweiz müssen die Beiträge an die Alters- und Hinterlassenenversicherung (AHV) bezahlt werden, gleichgültig, ob jemand erwerbstätig ist oder nicht. Die Beitragspflicht von Erwerbstätigen beginnt mit dem vollendeten 17. Lebensjahr und endet mit dem ordentlichen Rentenalter (64 Jahre bei Frauen und 65 Jahre bei Männern) oder bis zur Aufgabe der Erwerbstätigkeit, falls jemand über das ordentliche Rentenalter hinaus tätig ist. Entstandene Beitragslücken können durch Nachzahlung geschlossen werden. Dies ist jedoch nur möglich bei Lücken, die während der letzten fünf Jahre entstanden sind.  
In Österreich liegt eine Nachzahlung im abgabenrechtlichen Sinne vor, wenn ein Dienstgeber Gehalts- bzw. Lohnbestandteile für bereits vergangene Lohnzahlungszeiträume zahlt, weil bisher entweder noch kein oder zu wenig Arbeitslohn bezahlt wurde. Zahlt der Dienstgeber bis zum 15. Februar Bezüge aus, die das Vorjahr betreffen, sind diese Bezüge entgegen dem prinzipiellen Zuflussprinzip dem Vorjahr zuzurechnen. Erfolgt eine Nachzahlung erst nach dem 15. Februar, ist die Besteuerung gemäß § 67 Abs. 8c EStG vorzunehmen; Nachzahlungen, die nicht auf einer willkürlichen Verschiebung des Auszahlungszeitpunktes beruhen, sind im Kalendermonat der Auszahlung zu erfassen.
Die Frist für die Nachzahlung von Mautgebühren, die nur teilweise entrichtet wurden, beträgt seit Juli 2013 maximal 96 Stunden.